# Eva Demesmaeker
Eva Demesmaeker (Halle, 23 december 1995) is een Belgisch Vlaams-nationalistisch politica voor de  N-VA.

## Biografie
Demesmaeker was van 2019 tot 2024 leerkracht lichamelijke opvoeding aan de middelbare school Don Bosco in Halle, een beroep dat ze combineerde met het volgen van een masteropleiding politieke wetenschappen, optie beleid en democratie aan de Vrije Universiteit Brussel. Ook werd ze actief als danseres en danslerares en won ze in 2018 de titel van Vlaams solodanseres in de categorie volwassenen in de dansstijl Jazz-Modern.
Voor de N-VA werd Eva Demesmaeker in oktober 2018 verkozen tot gemeenteraadslid van Halle. In de gemeenteraad ging ze zich toeleggen op thema's als ruimtelijke ordening, cultuur, sport, sociale zaken en het behoud van het Vlaamse karakter van de stad. Na de gemeenteraadsverkiezingen van oktober 2024 kreeg N-VA als grootste partij het initiatiefrecht om een nieuw gemeentebestuur te vormen, waarbij zijzelf als persoon met de meeste voorkeursstemmen aanspraak maakte op het burgemeesterschap. Er werd een coalitie op de been gebracht met CD&V en Demesmaeker werd in december 2024 op 28-jarige leeftijd burgemeester van de stad.
Bij de federale verkiezingen van 9 juni 2024 kreeg ze de zevende plaats op de N-VA-kieslijst in Vlaams-Brabant. In principe was dat een onverkiesbare plaats, maar met een persoonlijke score van 11.843 voorkeurstemmen wist ze de lijstvolgorde te doorbreken en toch verkozen te raken in de Kamer van volksvertegenwoordigers. Demesmaeker werd er vast lid van de commissie Grondwet en Institutionele Vernieuwing en zetelde ook in de commissie Binnenlandse Zaken, Veiligheid, Migratie en Bestuurszaken.